# Campo de concentración de Dachau

Panorámica de la plaza principal.

El campo de concentración de Dachau fue un campo de concentración nazi cercano al pueblo de Dachau, a 13 km al noroeste de Múnich, en Baviera (sur de Alemania).
El campo fue construido sobre una fábrica de pólvora en desuso y sus instalaciones principales fueron terminadas el 21 de marzo de 1933. Al día siguiente, fueron internados en el campo los primeros presos, unos 150 comunistas y socialdemócratas.
Gestionado al principio por las SA y SS locales, desde 1934 estuvo bajo la autoridad de las SS. Fue escenario de castigos tremendamente crueles y fue modelo del sistema de campos ordenado y eficaz. Su gestor principal, Theodor Eicke, nombrado por Heinrich Himmler, fue el responsable de que los prisioneros fueran considerados como enemigos infrahumanos del Estado y del especial tratamiento dado a los judíos, en forma de castigos aniquiladores desde el punto de vista físico y psicológico. En Dachau se realizaron también cientos de experimentos médicos ilegales e inhumanos. El campo estuvo abierto desde el 22 de marzo de 1933 hasta su liberación el 29 de abril de 1945.
Junto con el mucho más grande campo de concentración de Auschwitz, Dachau es uno de los campos de concentración nazis más conocidos y visitados por el público.

## Historia

### 1933-1945

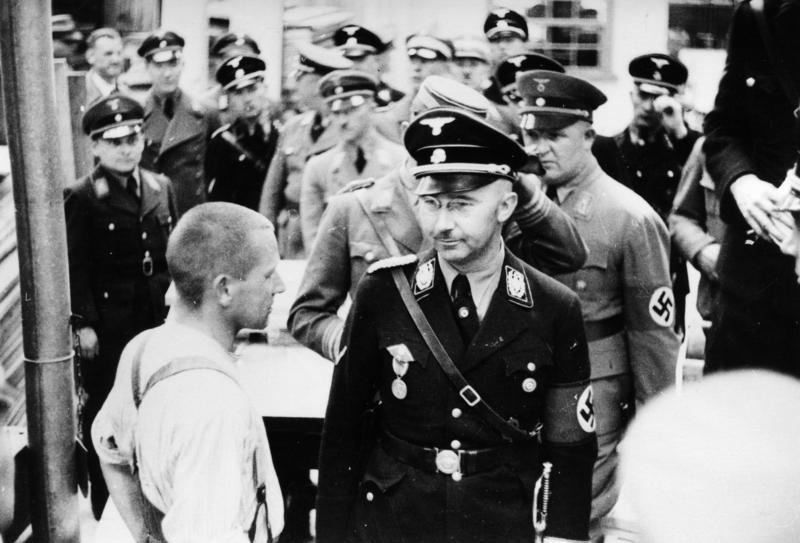
Heinrich Himmler durante una inspección en Dachau el 8 de mayo de 1936.

Dachau fue el primer campo de concentración nazi abierto el 22 de marzo de 1933 y sirvió como modelo y prototipo para los que le siguieron. La organización básica, así como los planes de construcción, fueron desarrollados por Theodor Eicke a partir de junio de 1933 y se aplicaron a todos los campos posteriores. Eicke habrá de convertirse en inspector jefe de los campos de concentración, responsable de acoplar los otros a su modelo.
En los primeros días, los prisioneros fueron los encargados de mejorar las deficientes instalaciones del campo, en el cual solo el edificio principal y las cercas servían. Los detenidos fueron custodiados por la policía, sin que llevasen uniforme de prisioneros, les rapasen el pelo o sufrieran malos tratos. La situación cambió con la llegada de una tropa de las SS. Un prisionero relató la arenga del jefe de aquella tropa:

¡Camaradas de las SS! Todos sabéis para qué nos ha llamado el Führer. No estamos aquí para tratar a esos cerdos de ahí dentro de modo humano. No les consideraremos hombres como nosotros, sino como hombres de segunda clase. Hace años que venimos aguantando su criminal naturaleza. Pero ahora tenemos el poder. Si esos cerdos hubiesen llegado al poder, nos habrían cortado a todos la cabeza. Por ello no tendremos miramientos. Quien de entre los camaradas aquí presentes no sea capaz de ver la sangre, no es de los nuestros y debe renunciar. Cuantos más de esos perros matemos, menos tendremos que alimentar.

Los primeros asesinatos en Dachau tuvieron lugar el 12 de abril de 1933. Ya de noche, el vigilante de las SS Hans Steinbrenner mandó llamar a cuatro jóvenes prisioneros judíos (dos de ellos, comunistas) y los asesinó a tiros fuera del recinto. El fiscal del estado de Múnich abrió una investigación infructuosa y la versión oficial —así como el propio Himmler en comunicado público— empleó la fórmula «disparado en intento de fuga». Dicho eufemismo se popularizó desde entonces para ocultar buena parte de los asesinatos que se perpetrarían en la red concentracionaria nazi hasta 1945.
En total, más de 200 000 prisioneros de más de 30 países fueron recluidos en Dachau, campo que a partir de 1941 también fue usado con propósitos de exterminio. Las estadísticas del campo hablan de 41 500 personas asesinadas en el campo, además de otros miles que murieron víctimas de las pésimas condiciones de vida. A comienzos de 1945, se desató una epidemia de tifus en el campo, tras lo cual este fue evacuado; en esta acción murió gran parte de los prisioneros.
En 1942, se construyó el área del crematorio junto al campo principal. Incluía el viejo crematorio y el crematorio nuevo (barraca X) con una cámara de gas. No hay pruebas fidedignas de que la cámara de gas de la barraca X fuera utilizada para asesinar seres humanos.

### Prisioneros

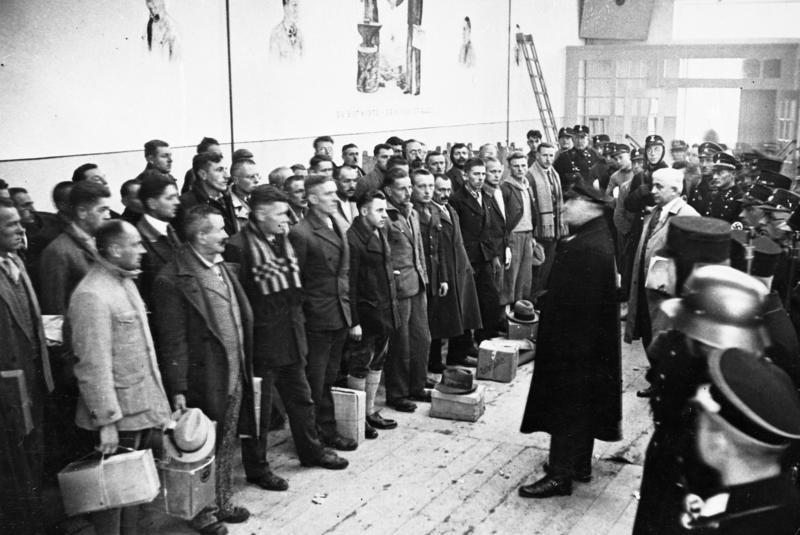
El comandante del campo se dirige a los prisioneros que van a ser liberados como parte de una acción de perdón en la Navidad de 1933.

Los primeros presos fueron oponentes políticos, sobre todo comunistas, socialistas y sindicalistas, aunque posteriormente también fueron internados judíos, homosexuales, romaníes, religiosos cristianos y aristócratas.
Entre los prisioneros religiosos cristianos, los Testigos de Jehová fueron la única confesión a la que se le asignó un distintivo específico (el triángulo púrpura) en sus uniformes de prisioneros dentro de los campos de concentración, por oponerse hasta las últimas consecuencias a la ideología nazi. Según datos de la Iglesia católica, al menos 3.000 religiosos, diáconos, sacerdotes y obispos fueron recluidos allí. Notables entre los prisioneros cristianos fueron Karl Leisner, sacerdote ordenado por el obispo Gabriel Piguet mientras estaba prisionero y beatificado por Juan Pablo II en 1996; Titus Brandsma, sacerdote carmelita, y Martin Niemöller, teólogo y pastor luterano. 
Especial mención merece el sacerdote alemán Josef Kentenich, fundador del movimiento apostólico de Schönstatt, quien, durante su reclusión voluntaria, se las arregló para dejar testimonio y enviar noticias al exterior, documentando gran parte de las vivencias y los sucesos que acontecían día a día en Dachau. El franciscano Petrus Mangold († 1942 en Dachau) realizó junto con el párroco Emil Thoma, hasta el 3 de mayo de 1942, una lista de todos los prisioneros conocidos, sacerdotes católicos o pastores protestantes; a través de correos se pudo transmitir la lista fuera del campo de concentración. Según esta lista, estaban presas 2.720 personas con cargos religiosos: 2.579 católicos, 109 protestantes, 22 greco-ortodoxos, 8 viejo-católicos y 2 musulmanes. En cuanto a su procedencia, la mayor parte (1.780) eran sacerdotes polacos, de los que 868 no sobrevivieron. Las otras nacionalidades eran (entre paréntesis se indica el número de fallecidos): 447 alemanes (94); 156 franceses (10); 109 checoslovacos (24); 63 neerlandeses (17); 46 belgas (9); 28 italianos (1); 16 luxemburgueses (6). En total fallecieron en Dachau 1.034 personas con cargos religiosos.

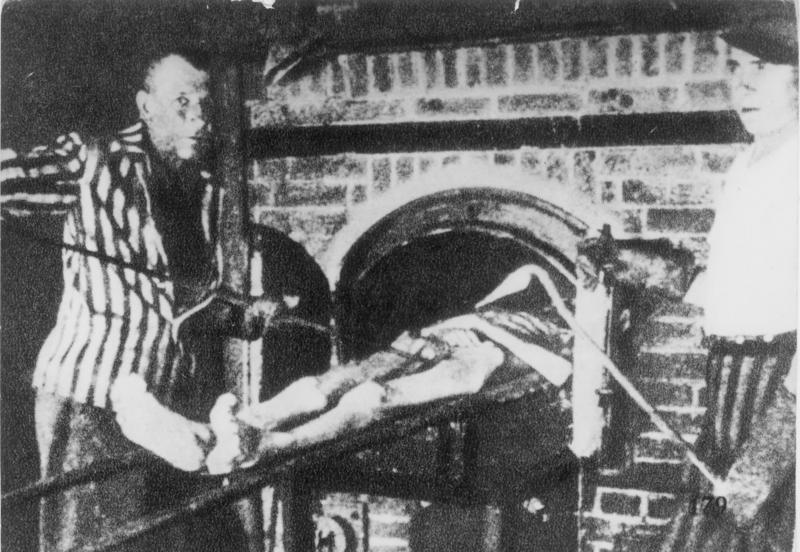
Supervivientes mostrando el funcionamiento del crematorio del campo de concentración.

Dachau también acogió a numerosos miembros de la nobleza, como gran parte de la familia real de Baviera (Wittelsbach), la familia de los duques de Hohenberg (hijos del archiduque Francisco Fernando de Austria), el príncipe español Francisco Javier de Borbón-Parma (líder del carlismo) o el príncipe Luis Fernando de Prusia, entre otros.
Entre los españoles destacados estaba el antiguo coronel republicano Eleuterio Díaz-Tendero Merchán, que murió en los últimas semanas de la guerra. También hubo 70 españoles en el subcampo de Allach, en su mayoría procedentes de la prisión central de Eysses, miembros de la Resistencia y de la Brigada del Ariége: Isidro Sánchez (comandante en jefe del Batallón 3 de la Brigada), Facundo Famada, Juan Linares... Participaron de manera activa en la batalla o insurrección de Eysses y después, los 1200 presos de diferentes nacionalidades, fueron deportados a Dachau.

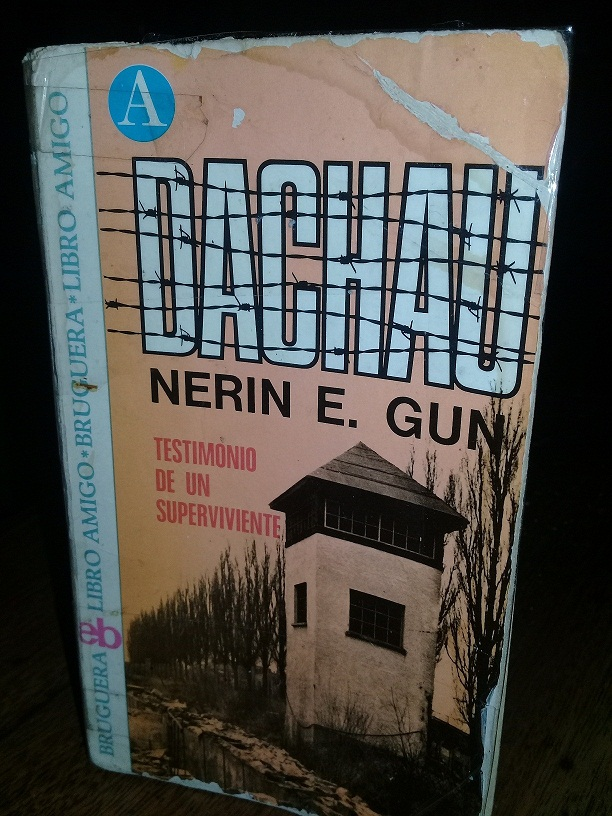
Portada de la edición en español del libro "Dachau, testimonio de un sobreviviente" del escritor Nerin E. Gun (sobrevivientes del campo) en su segunda edición de 1974, por la editorial Bruguera. En él se narra en primera persona los horrores cometidos por los nazis.

Ingresó en este campo de concentración el excanciller de Austria Kurt von Schuschnigg, después de que los nazis presionaran al presidente austriaco para que nombrara canciller al líder del partido Nazi de Austria, Seyss-Inquart.
Otro preso célebre de Dachau es el psicólogo Victor Frankl, fundador de la Logoterapia. Tras ser liberado, escribió la famosa obra El hombre en busca de sentido en 1945, en la cual relata su experiencia tanto en Dachau como en Auschwitz desde el punto de vista de un psicólogo.
En este campo fue ejecutado Georg Elser, quien perpetró el primero de una serie de atentados contra Hitler.
En este campo operó el médico de la Luftwaffe Sigmund Rascher, quien realizó infames experimentos terminales con el objetivo de mejorar la capacidad de supervivencia de los pilotos alemanes en condiciones extremas. Rascher fue ejecutado en el mismo campo por orden de Himmler, el temible jefe de las SS.[cita requerida]
Los testimonios de los horrores experimentados en este campo de concentración fueron las bases para el libro del periodista y escritor turco-estadounidense Nerin E. Gun titulado Dachau, testimonio de un sobreviviente de 1966.

### Liberación del campo, 1945
El campo fue liberado el 29 de abril de 1945 por la 20.ª División Blindada y la 45.ª División de Infantería del VII Ejército de Estados Unidos. Dachau siguió usándose durante muchos años como residencia para refugiados.

## Dachau en la actualidad

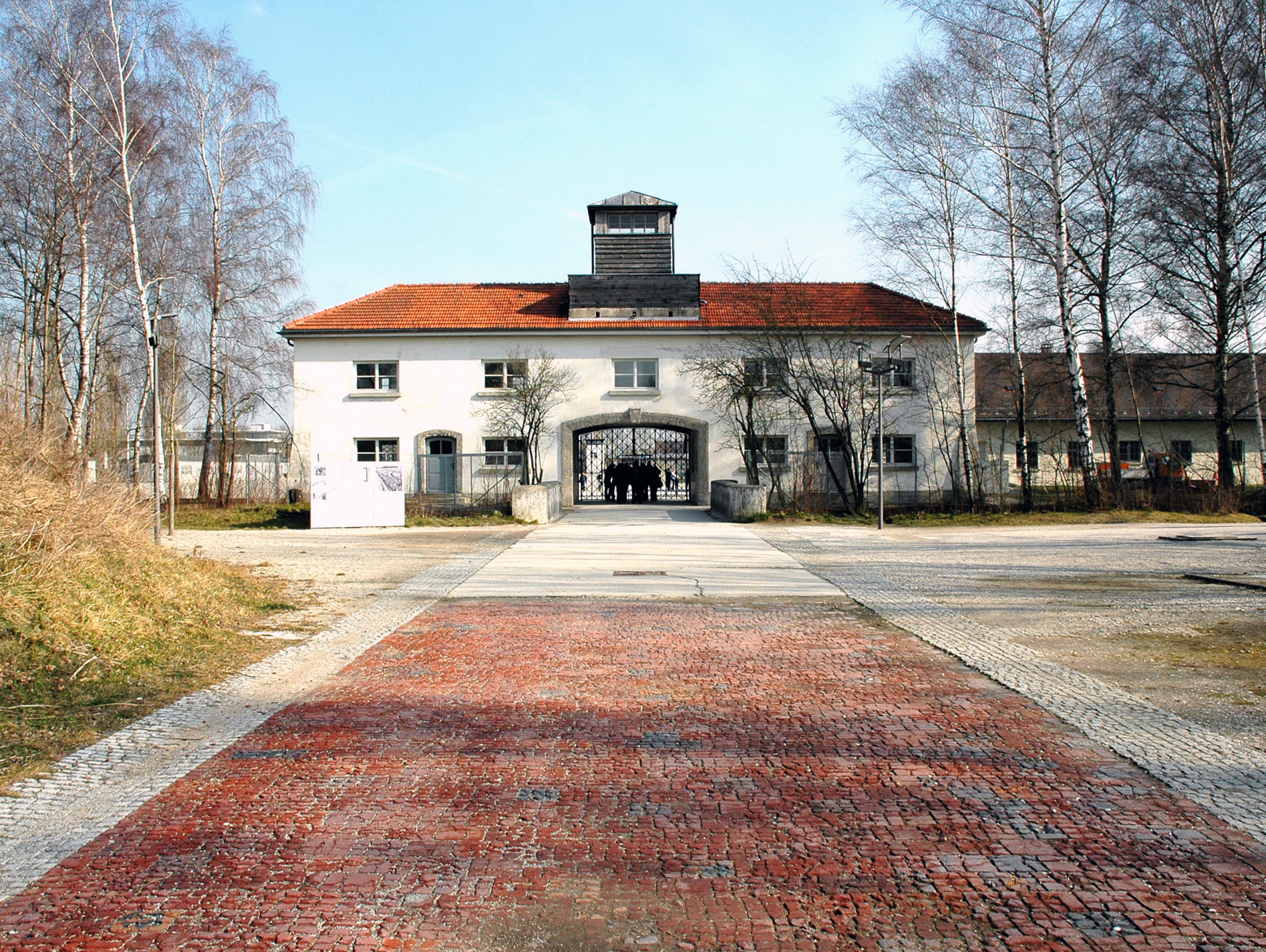
Entrada principal al campo de concentración de Dachau, donde funciona un monumento conmemorativo y museo sobre el Holocausto y la persecución política en el Tercer Reich.

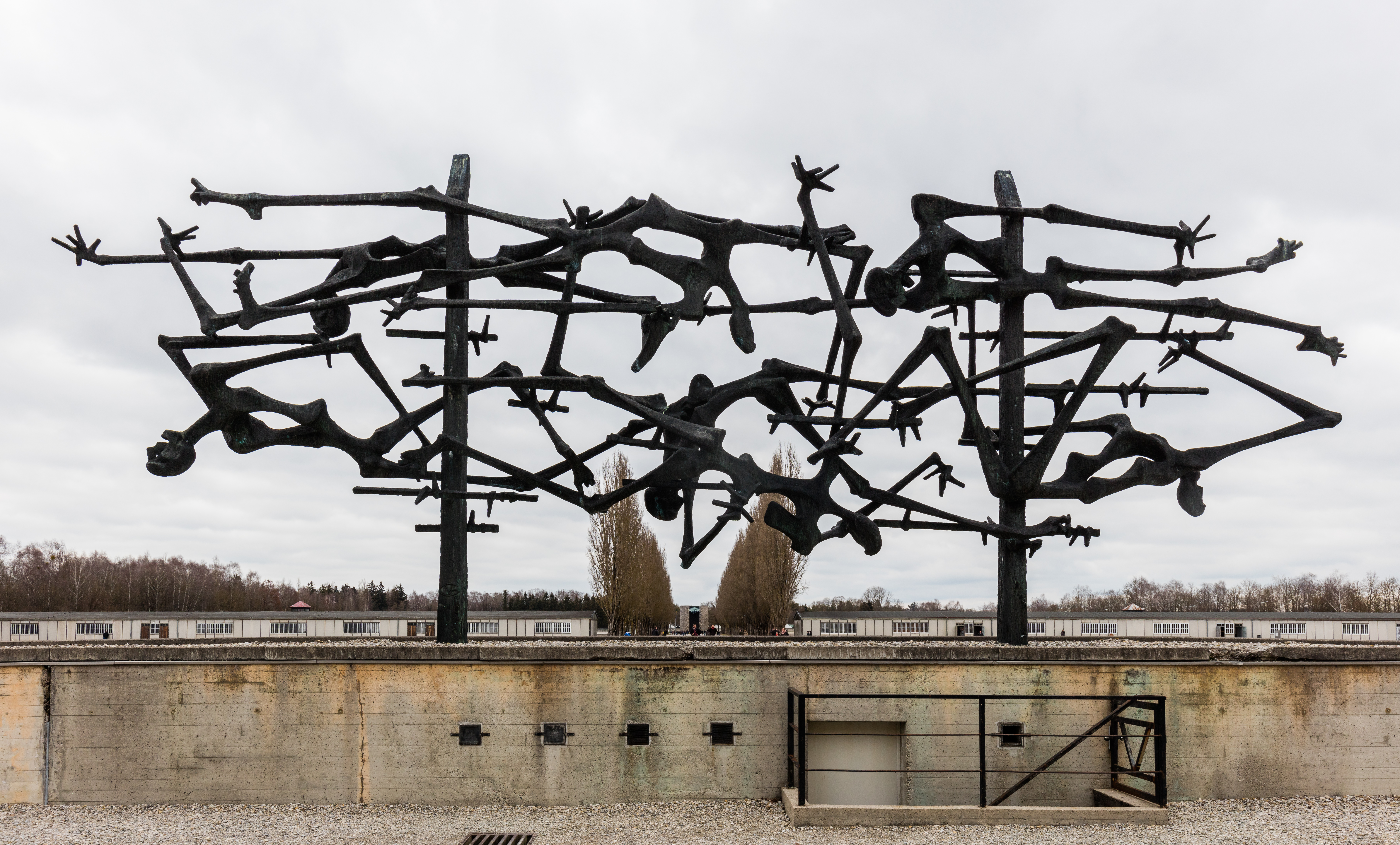
Monumento a los fallecidos en el campo de concentración.

Las instalaciones del campo de concentración de Dachau cumplen la función de Museo Conmemorativo. Este museo fue instalado en 1965 por iniciativa y con el planeamiento de reclusos sobrevivientes, que se unieron en el Comité Internacional de Dachau y con la ayuda del Estado Bávaro. Entre 1996-2003 se elaboró una exposición sobre la historia del campo de concentración de Dachau con el tema central El camino de los reclusos. Este museo cuenta con 22 zonas, 21 de ellas están abiertas al público y solo la zona del antiguo campo de las SS es inaccesible. A lo largo del recorrido se intenta recrear la vida de los reclusos durante su estancia en el campo. Entre las zonas más significativas se encuentran:
- El complejo de intendencia, el cual comprendía la cocina, el guardarropas, los talleres y el baño. En el edificio estaba escrito con letras grandes: "Hay un camino hacia la libertad. Este pasa por la obediencia, la honestidad, la limpieza, la sobriedad, la aplicación, el orden, el sentido de sacrificio, la sinceridad, el amor a la patria". El Bunker (calabozo), definido como "un lugar de terror". Aquí se realizaban todo tipo de experimentos y torturas a los reclusos. Entre los experimentos más notorios se cuentan las infecciones intencionadas de malaria, pruebas de hipotermia y altura, entre otros.
- El campo de tiro de las SS, en el que más de 4.000 prisioneros de guerra soviéticos fueron ejecutados.
- Las fosas comunes de Leitenberg: En las últimas semanas antes de la liberación del campo, los muertos no pudieron ser incinerados por falta de carbón y más de 7500 cadáveres fueron enterrados en este lugar y los últimos 1.230 muertos fueron sepultados en el cementerio Waldfriedhof de la ciudad de Dachau.
- El bloque de los curas, en el que se encontraban todos aquellos reclusos pertenecientes al clero.

Dachau tiene un lugar significativo en la memoria pública porque fue el segundo campo en ser liberado por fuerzas británicas o estadounidenses, y fue uno de los primeros lugares exhibidos en Occidente como prueba de la brutalidad nazi.
En noviembre de 2014 fue robada la puerta de entrada al campo de concentración.

## Galería de imágenes

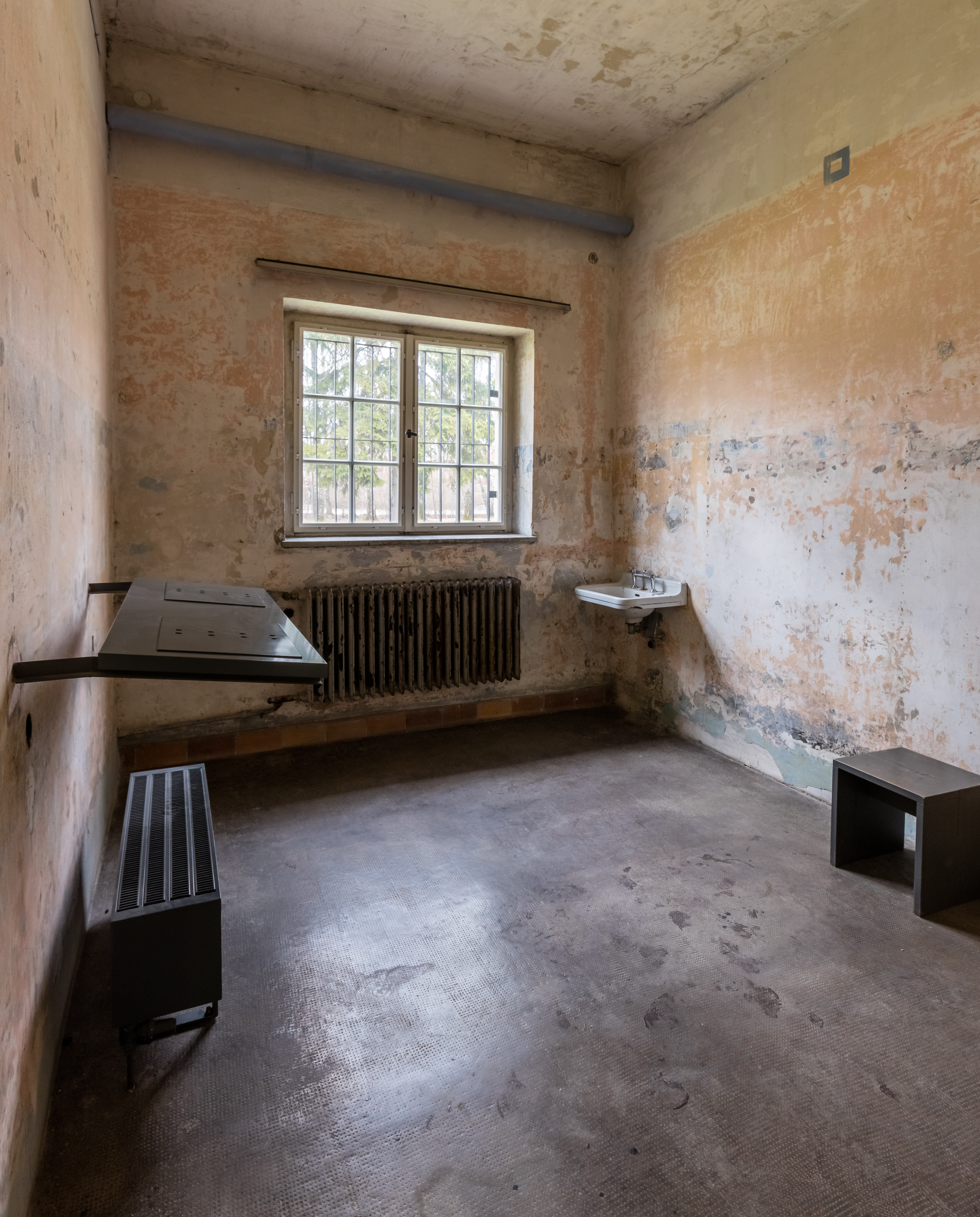
Comandancia.
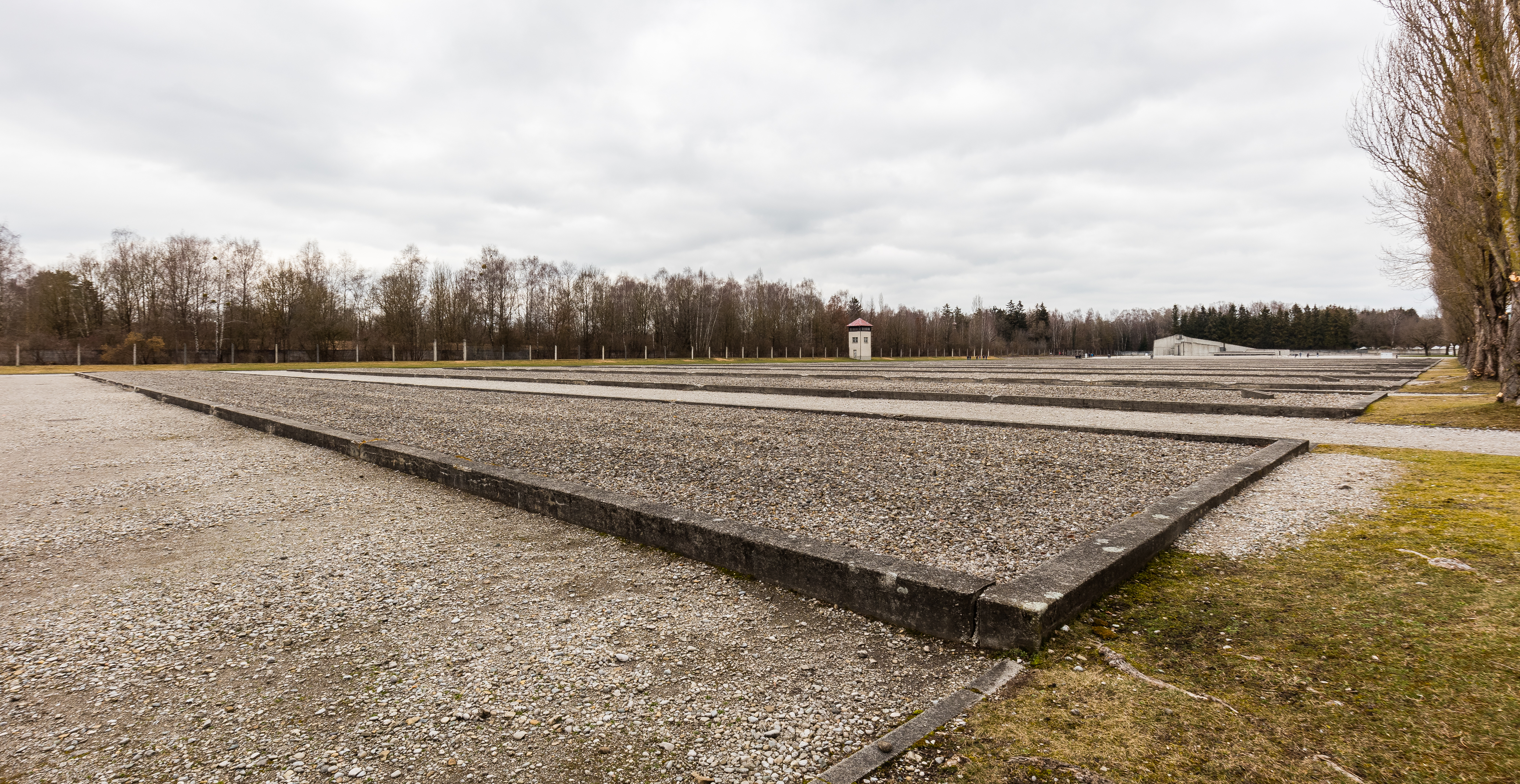
Antiguas barracas de prisioneros.
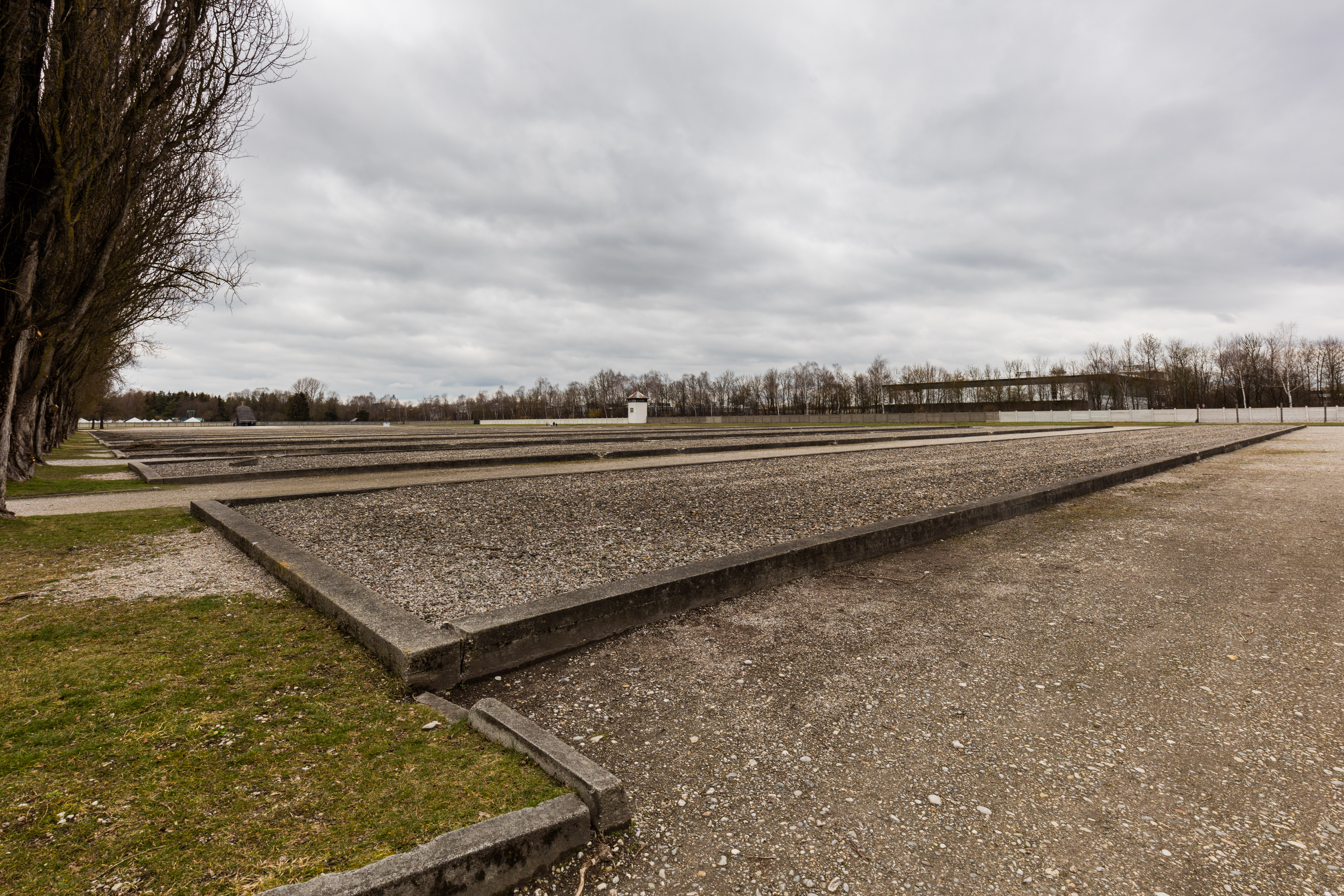
Antiguas barracas de prisioneros.
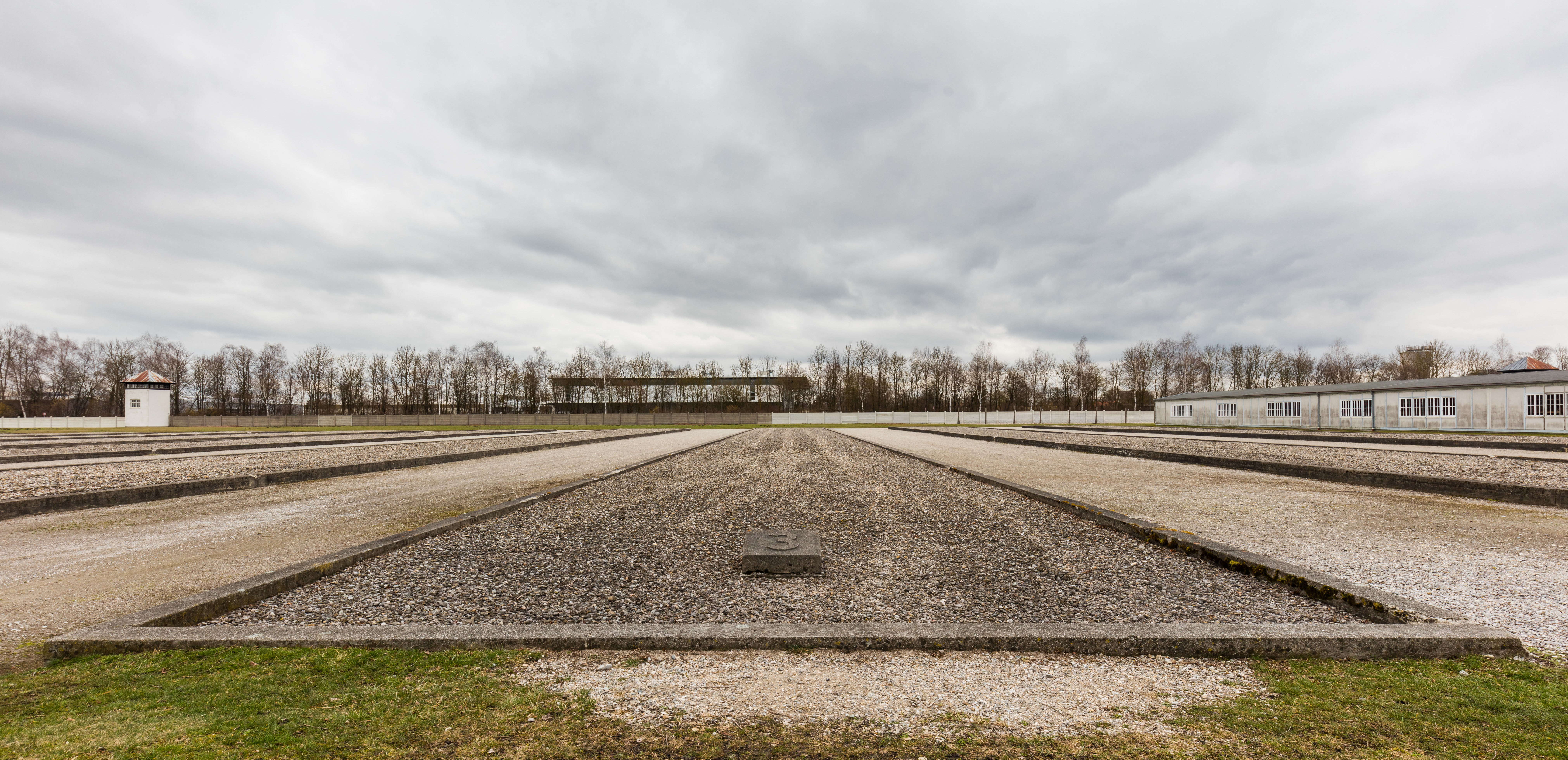
Antiguas barracas de prisioneros.
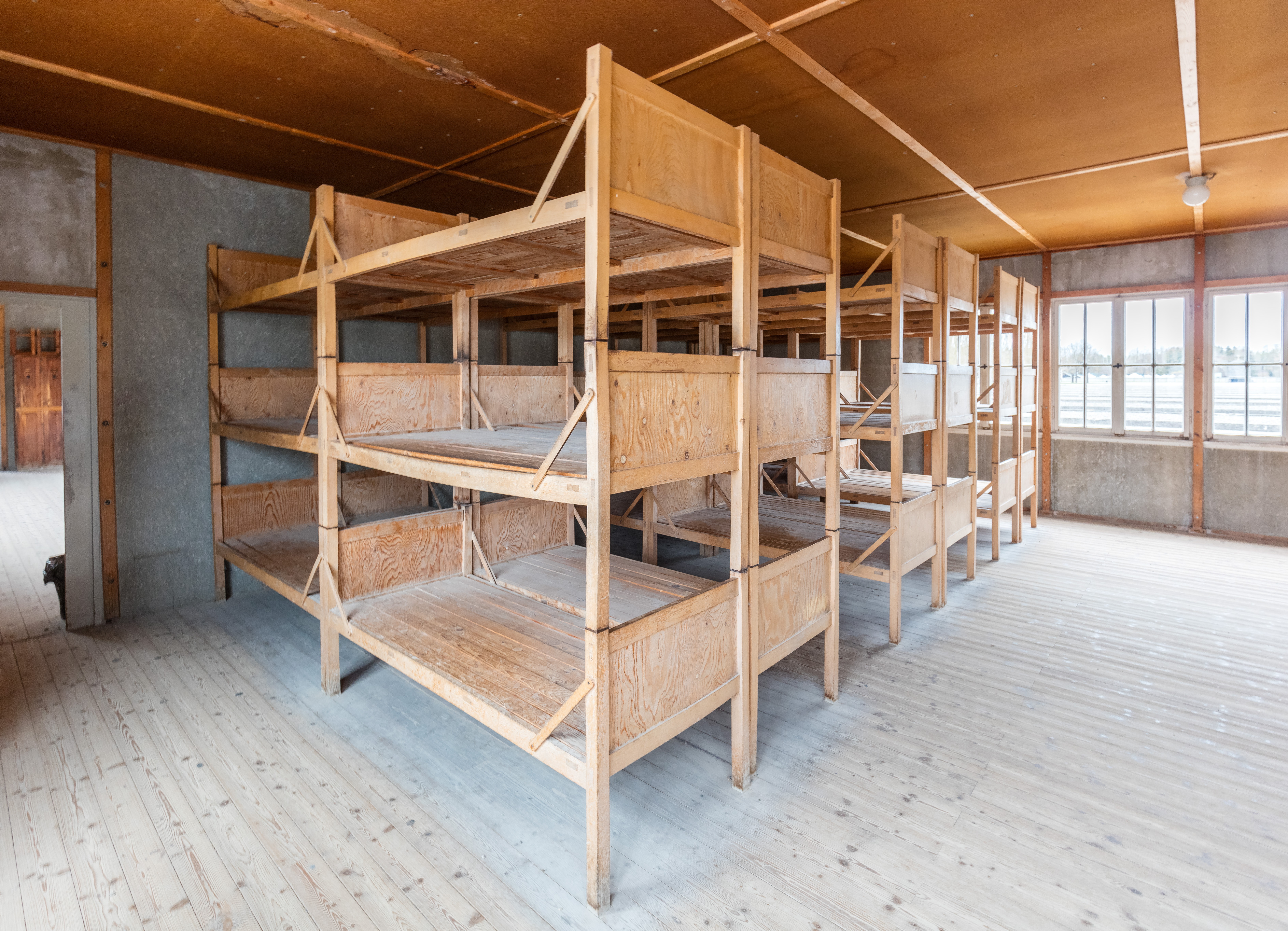
Literas de las barracas.
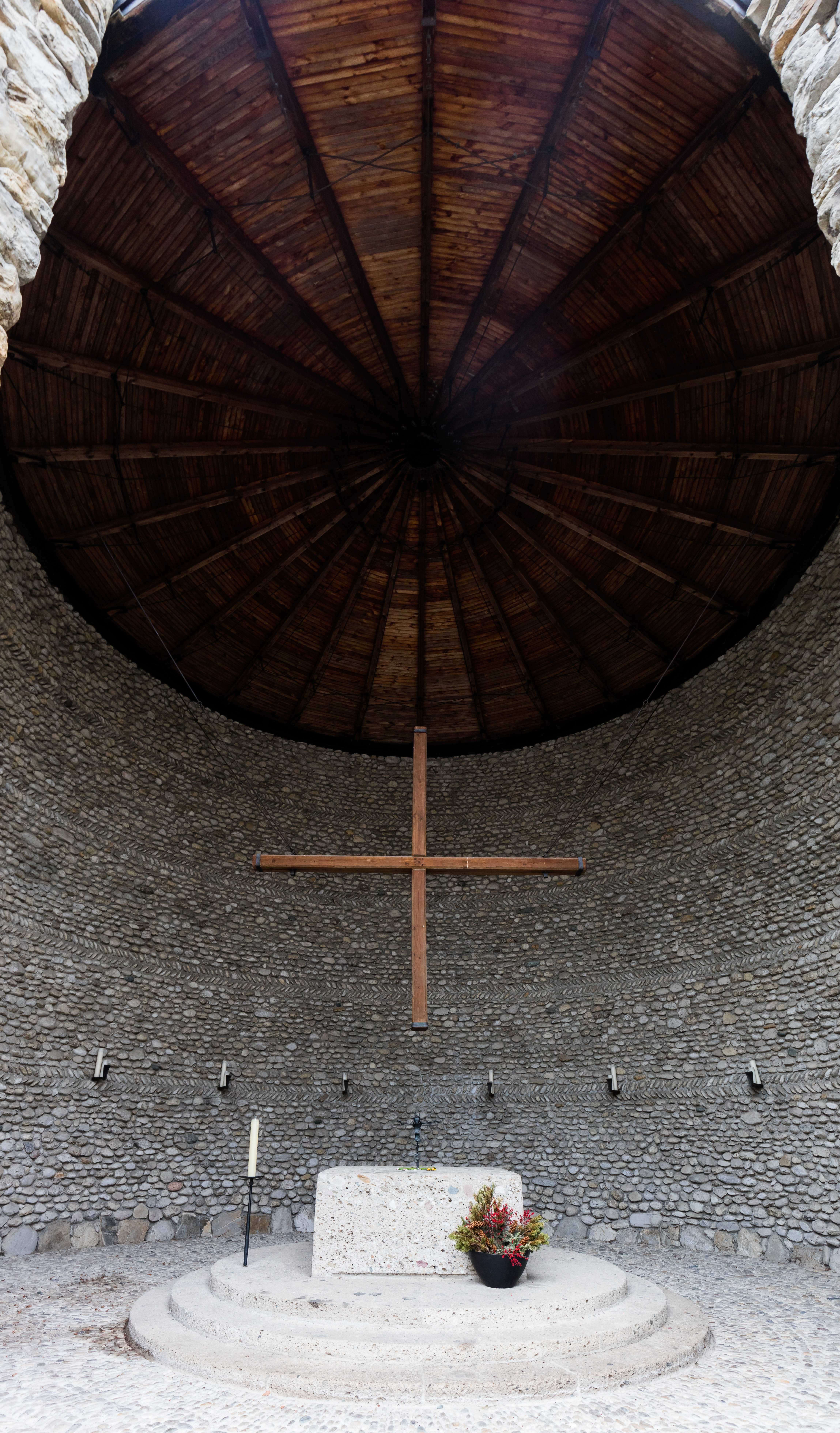
Capilla católica.
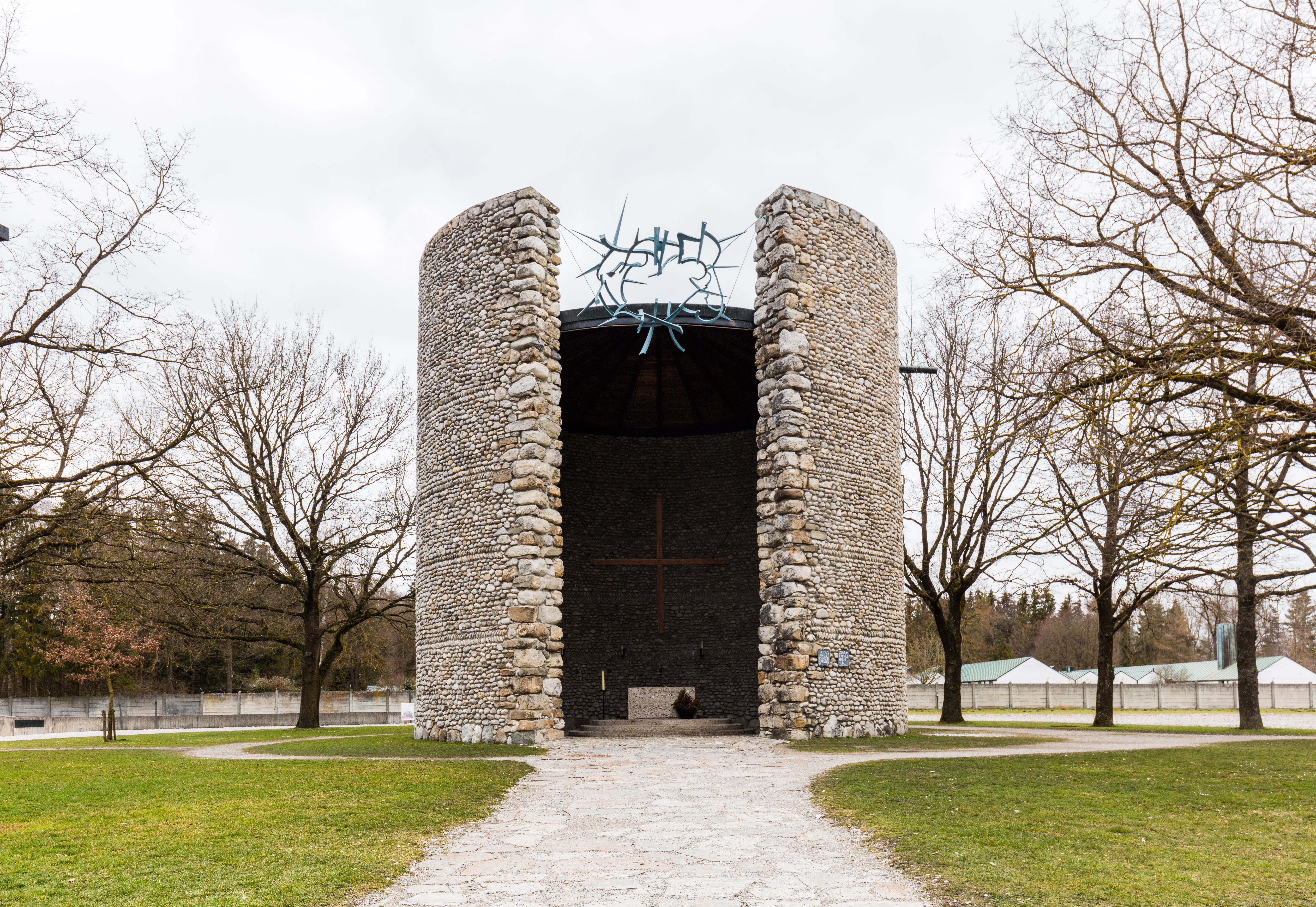
Capilla católica.
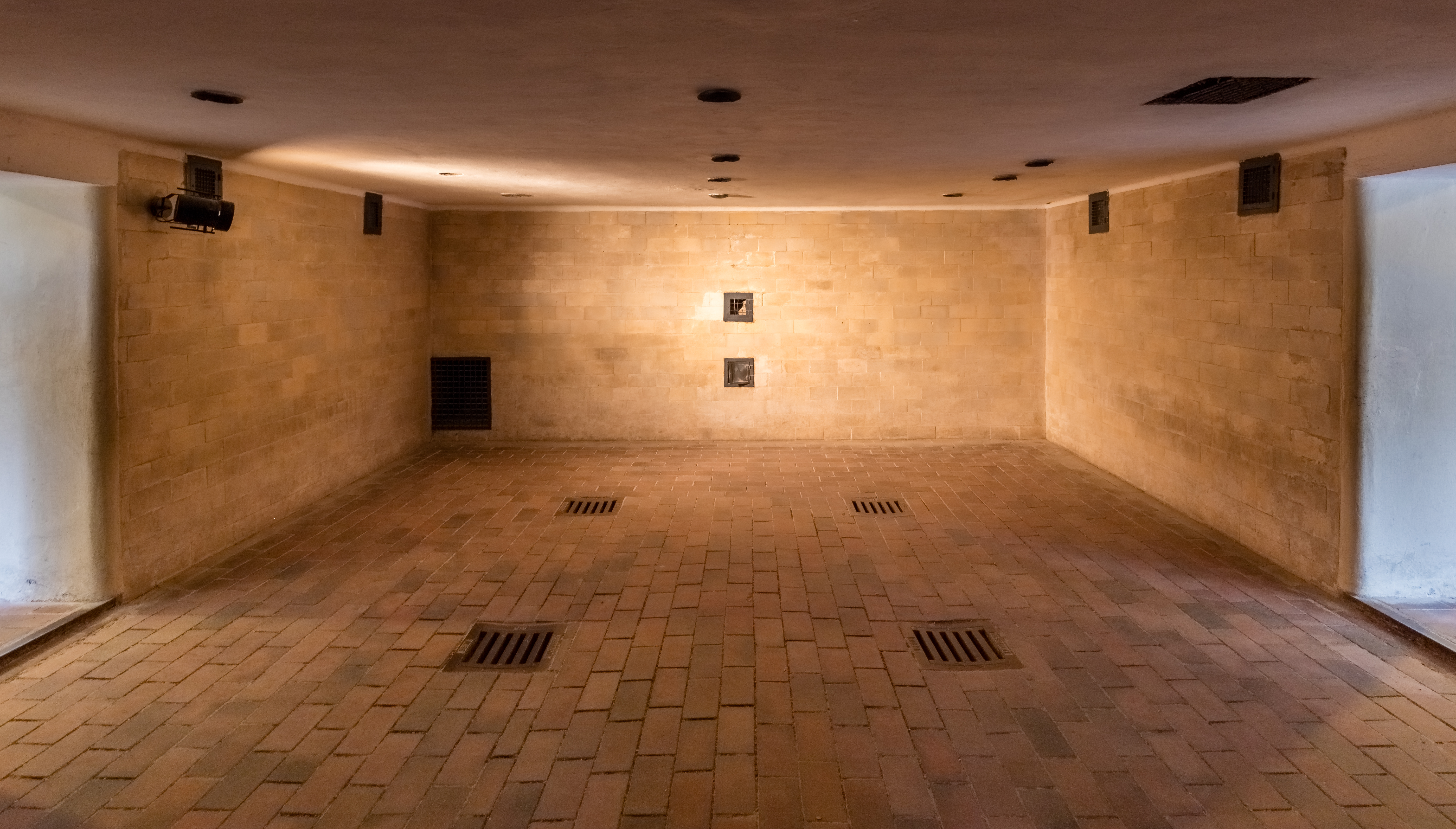
Cámara de gas, nuevo crematorio.
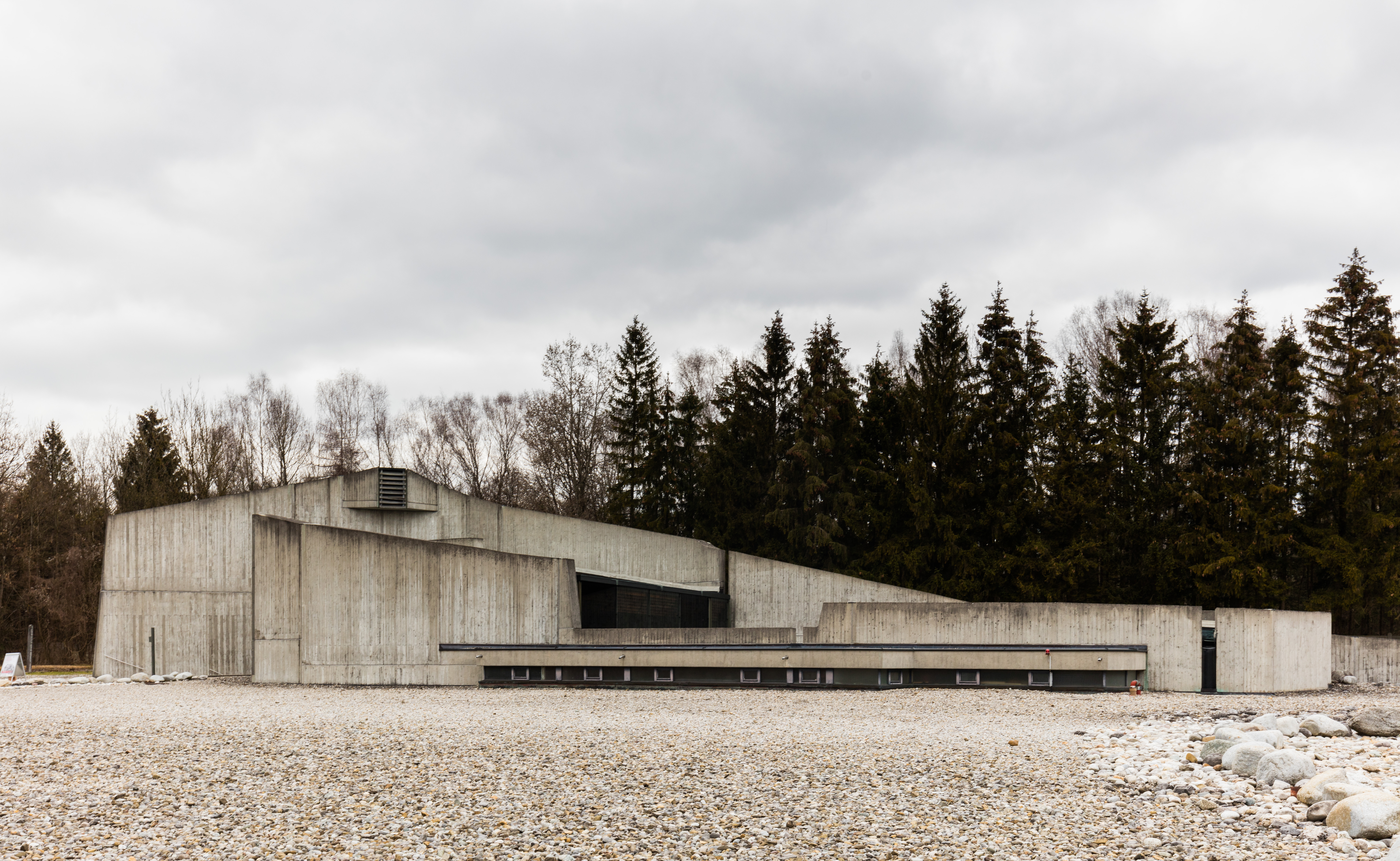
Iglesia luterana.
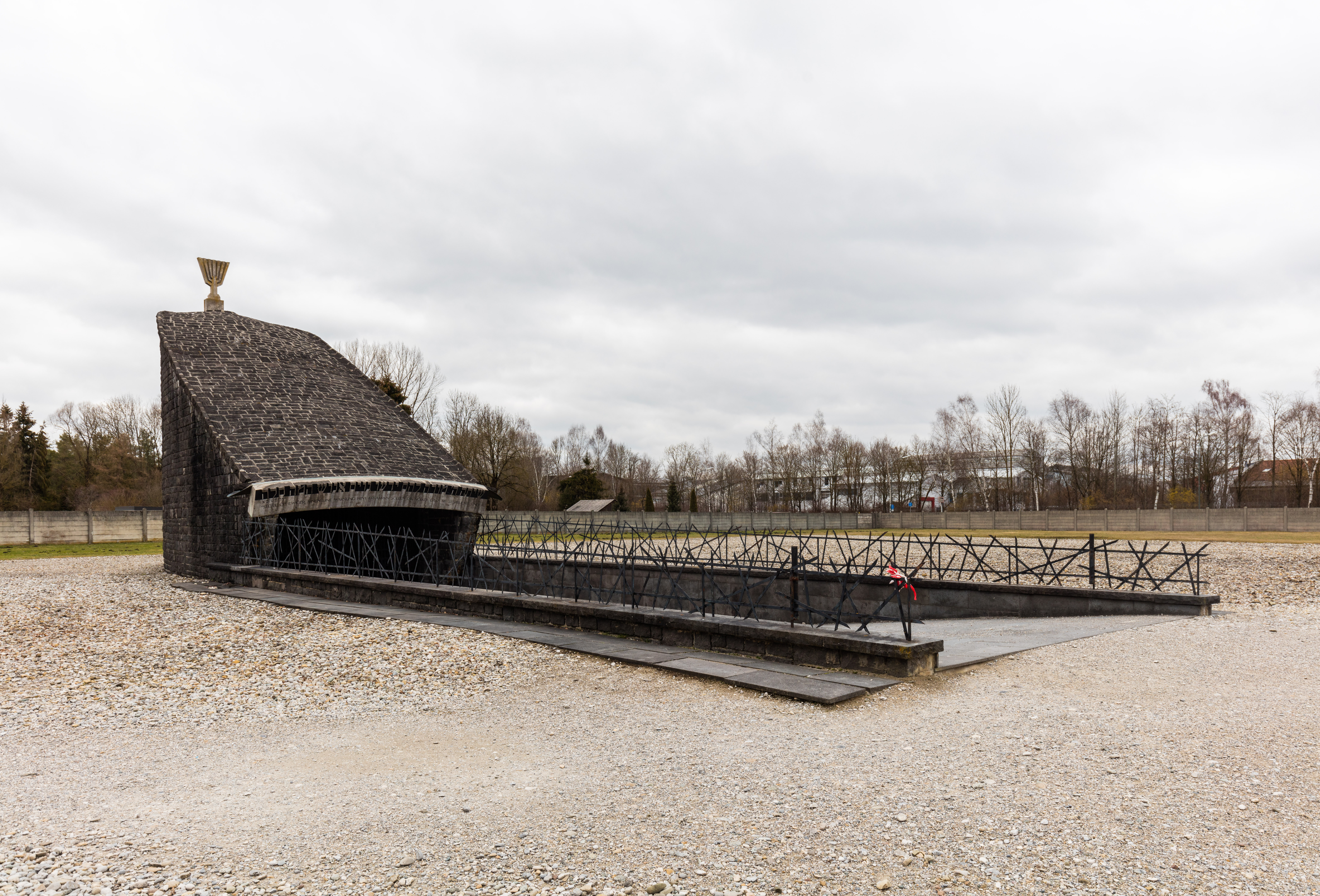
Memorial judío.
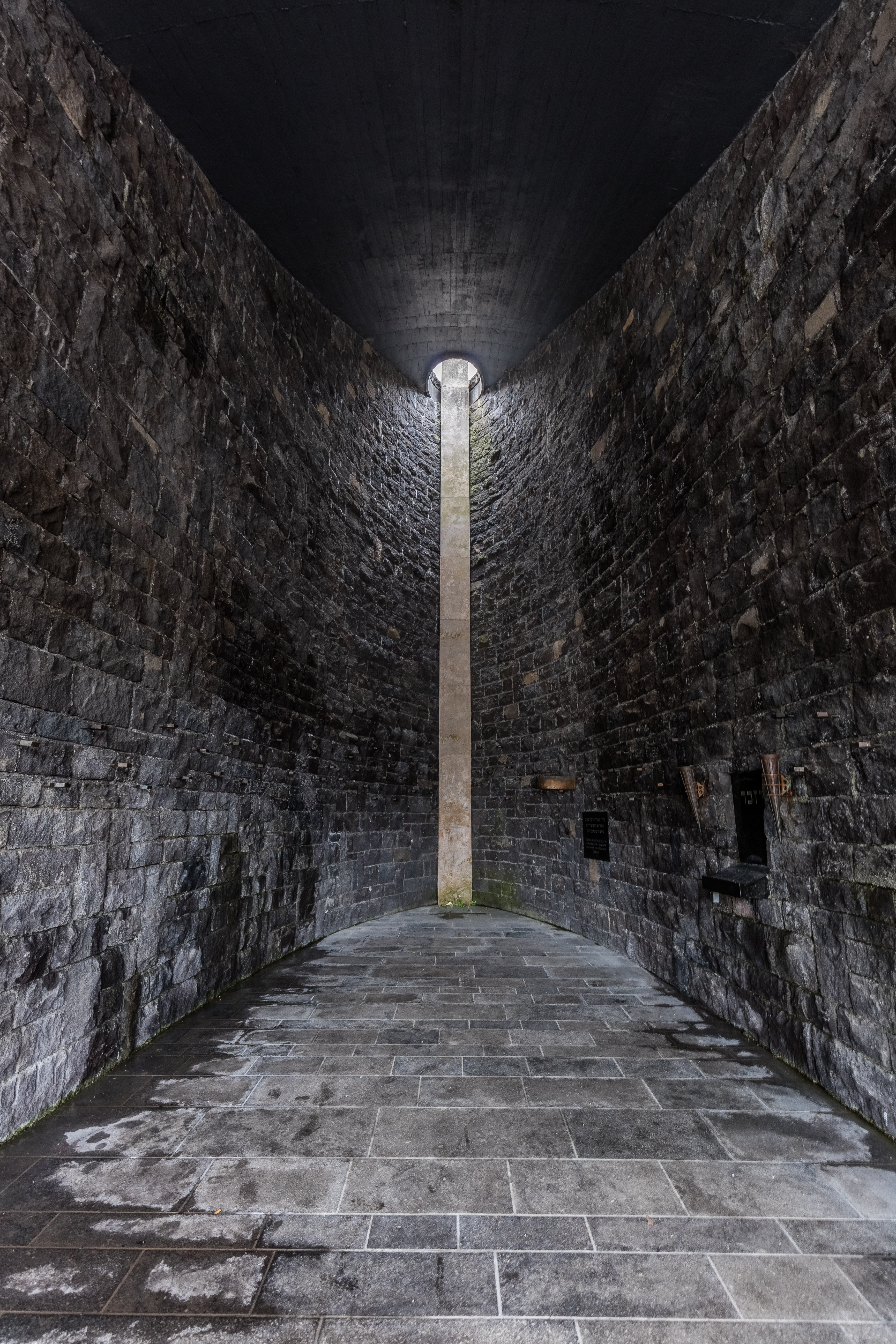
Memorial judío.
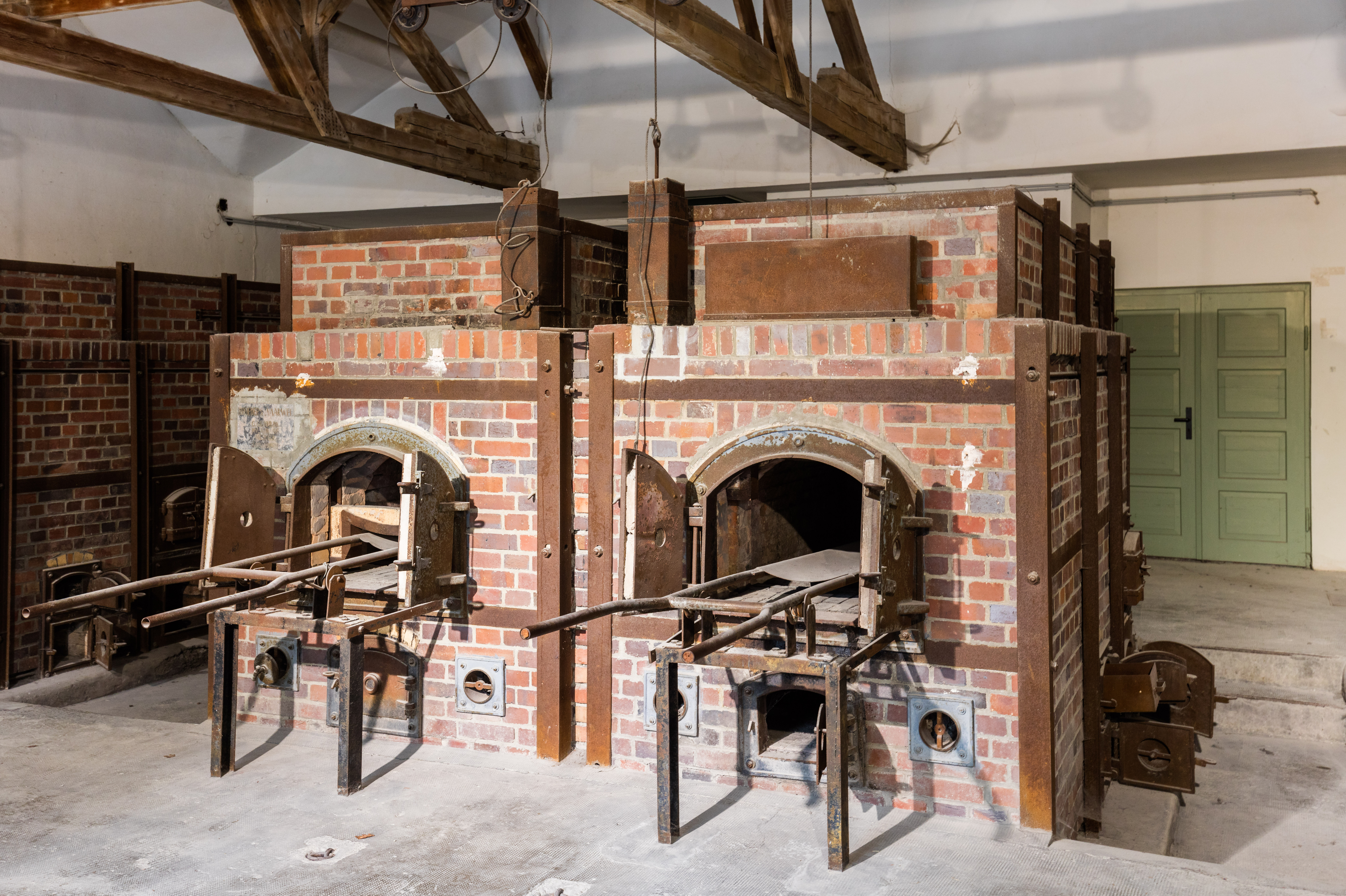
Nuevo crematorio.
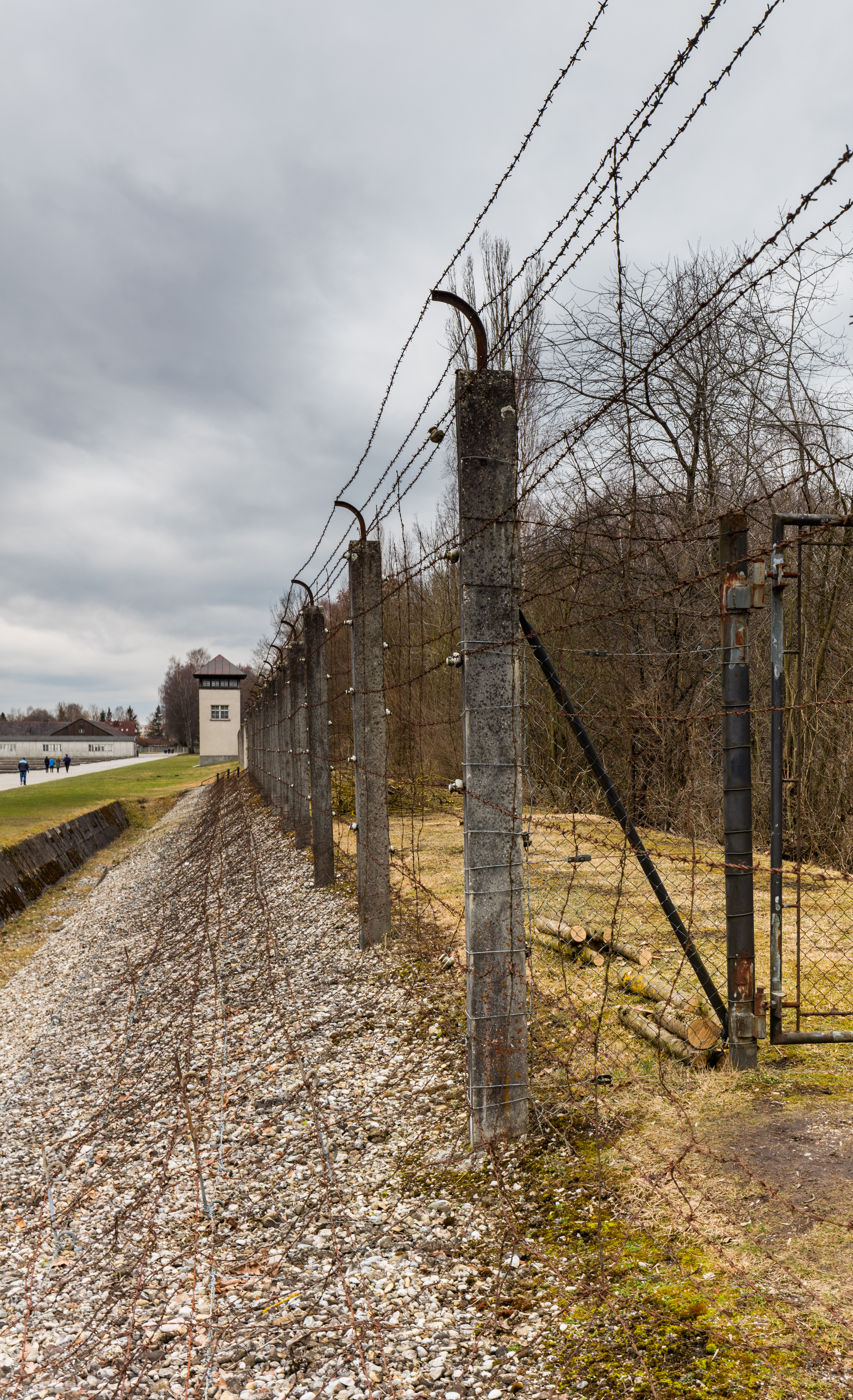
Valla del campo de concentración.
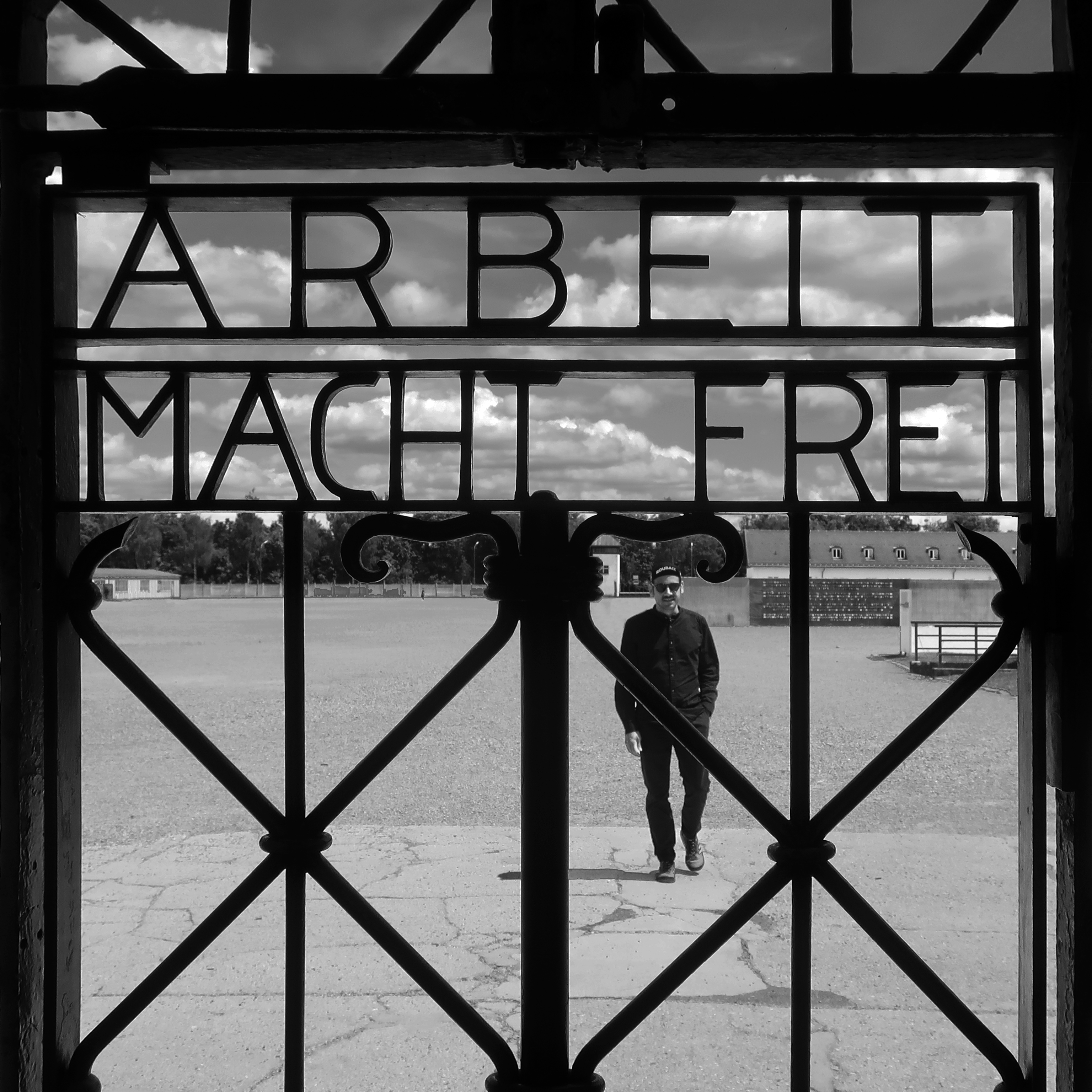
Verja de entrada.